# 김대건
김대건(金大建, 1821년 8월 21일 ~ 1846년 9월 16일)은 한국인 최초의 로마 가톨릭교회 사제이자 순교자, 여행가로, 세례명은 안드레아이다. 2021년 유네스코 세계기념인물로 선정되었다.
어린 시절 이름은 재복(再福)이고, 족보명은 지식(芝植)이다. 성인으로 시성되었으며 축일 (기념일)은 7월 5일이다. 그의 세례명 안드레아는 아버지 김제준의 동생이자 순교자인, 김대건의 작은 아버지 김한현의 세례명을 이어받았다.

## 생애

### 출생과 가계
1821년 8월 21일 충청남도 당진시 우강면 송산리 솔뫼마을에서 태어났다. 아버지는 김제준, 어머니는 고 우르술라였고 10대조 김희현이 아산 현감을 역임했으며 9대조 김의직은 충청병마절도사 재직시 임진왜란에서 전훈을 세우자 가문 대대로 토지와 벼슬을 보유하게 되었다.
사헌부감찰과 통훈대부를 지낸 8대조 김수완 때부터 김대건의 가문이 솔뫼에 거주하기 시작하였다.
1784년 경 김대건의 백조부 김종현과 조부 김택현이 내포 사도 이존창의 권유로 서울 김범우의 집에서 교리를 받고 천주교에 입교하자 하급 관리였던 증조부 김진후도 관직에서 물러나 입교해 가문이 천주교에 귀의하였다.
신유박해로 인해 증조부 김진후는 1801년부터 감옥에 드나들기를 반복하더니, 1804년에는 체포되어 해미로 압송되었고 해미성지에서 10여 년간의 옥살이 끝에 1814년에 옥사하였다. 또한 작은 할아버지인 김한현은 1816년 안동에서 체포되어 대구 관덕정에서 참수되었다. 
기해박해 여파로 아버지 김제준은 아들 김대건을 서양에 사제 수업을 받게 하기 위해 유학을 보낸 중죄인으로 체포되어 혹독한 고문 끝에 1839년 서울 서소문 밖에서 참수되었다. 
또한 당고모였던 성녀 김 데레사도 앵베르 주교의 처소를 돌보며 신앙을 전파하다 체포되어 1840년 초 서울포청에서 교사되었다. 김대건의 가문은 4대에 걸쳐 순교자가 나왔다.

### 생애 초반
김대건이 태어날 때 이미 증조부와 작은 할아버지가 순교한 천주학 집안이어서 가세는 기울대로 기울었고, 박해를 피해 할아버지 김택현은 김대건이 7살이 되던 해에
경기도 용인시 내사면 남곡리 '골배마실'이라는 산골로 이사하였다. 15살 때인 1836년 피에르 모방 신부에 의해 신학생으로 발탁되어 최양업(토마스)과 최방제(프란치스코)와 함께 마카오로 유학하여 신학을 공부했고 상해(上海) 진쟈상 성당에서 페레올 주교로부터 1845년 8월 17일 사제로 서품돼 그 해 10월에 귀국한다. 

### 생애 후반
1845년 조선에 입국한 김대건은 용인 일대에서 선교활동에 힘쓰는 한편 외국 선교사들을 영입하기 위해 힘쓰다 1846년 9월 16일 서울 한강변 새남터에서 국문 효수형을 받고 26세의 나이로 순교하였다.

## 신학생 시절

### 정하상의 도움
한양에서 라틴어와 성직자로서의 마음가짐을 배우는 기초 신학공부를 마친 후에 김대건은 평신도 신학자인 정하상(바오로)과 함께 조선교회에서 활동한 이광렬(요한), 조선에서 중국 청나라로 귀국하는 유방제(파치피코)신부의 도움으로 1836년 12월에 최양업(토마스), 최방제(프란치스코) 등과 함께 조선을 떠났으며, 만주와 요동을 거쳐서 1837년 6월 7일 목적지인 마카오에 무사히 도착하였다. 피에르 모방 신부는 조선에서 비교적 가까운 북경신학교나 중국인 신학교를 탐탁스럽게 여기지 않았기 때문에, 이들이 마카오까지 가서 유학을 하게 된 것이었다.

### 마카오 신학교
마카오에 있던 파리 외방전교회동양경리부의 불란서 가톨릭 선교사들은 조선에서 온 신학생들에게 직접 신학, 철학, 지리, 역사, 신학을 공부하기 위한 라틴어, 프랑스어 등을 가르쳤다. 조선 신학생들의 스승이었던 르그레즈와 신부는 "조선 소년들은 훌륭한 사제에게 바람직스러운 것, 신심, 겸손, 면학심, 스승에 대한 존경 등 모든 면에서 완벽하다"고 대견해했다. 마카오 신학교에서의 신학생들의 공부는 하느님의 일을 하려는 사람은 학문을 성실히 해야 함을 말하는 교회사 사례라고 말할 수 있겠다.

#### 어려움
영국의 아편수출에 따른 민중항쟁, 김대건 신학생의 약한 체질, 서양과 동양의 전통이 다른 문화충격,최방제 신학생의 병사(위열병, 1837년11월 26일에서 27일), 조차지인 마카오를 통치하던 포르투갈 정부의 프랑스 가톨릭 선교사들에 대한 불이익 등으로 어려움을 겪기도 하였다. 하지만 천주교 세종로성당에서 연재하는 천주교회사에 따르면, 파리 외방전교회 선교사들은 정치가 불안해지면 피신하라는 파리 외방전교회 지침에 따라1839년 4월 필리핀 마닐라로 피신했으며, 1839년 5월 이동한 필리핀 롤롬보이의 성 도미니코 수도회 수도원에서 공부할 때에 안정된 환경과 도미니코 수도회 사제들과 수사들의 친절덕분에 몸과 마음의 건강이 좋아졌다.

#### 작문
계몽사에서 만든 '어린이그림전기 전집'《김대건》 위인전(구중서 지음/이우범 그림)에 따르면, 김대건은 신학생일 때에 하느님을 경외하는 믿음이 상당히 성숙하여 다음과 같은 글을 라틴어로 써서 남긴다.
| “ | 네로 황제가 로마 제국을 통치하던 시기에 많은 그리스도인이 박해받았습니다. 집에서 사자를 키우던 어느 그리스도인도 잡혀갔고, 경기장에서 사자와 마주쳤습니다. 사람을 보고 달려들던 사자는 갑자기 조용해졌습니다. 가만히 보니 그 사자는 그리스도인이 키우던 사자였습니다. 자신을 키우던 주인을 보고 조용해진 것입니다. 사자도 제 주인을 알건만, 왜 사람들은 천주님을 못 알아보는 것일까요? | ” |

#### 르네상스맨
가톨릭 잡지 가톨릭 다이제스트에 의하면 김대건은 마카오 신학교 시절 그를 가르친 교수들이 만약 신학생이 되지 않았다면 화가가 되었을 것이라고 하였다. 학문과 미술 모두 뛰어난 박식가이었던 것이다. 신학생 김대건, 최양업, 최방제가 공부하던 시절은 서구시장에서 성장한 자본이 세력을 넒히도록 기독교, 군대, 상업이라는 삼각형으로써 식민지를 만들려는 서양 제국주의와 민족주의로써 저항하는 동방 민중들간의 대립과 투쟁이 있던 시대였다. 그래서 마카오에서의 민중운동을 피해, 필리핀 롤롬보이의 도미니코 수도회에서 공부하기도 했다. 물론 필리핀에서 가톨릭 신학을 공부한 이유는 스페인의 식민통치의 영향으로 가톨릭이 뿌리내린 나라이기 때문이다. 김대건의 학문을 신봉승 작가는 《조선왕조500년:대왕 정조-김대건》( 금성출판사)에서 김대건 부제가 유창한 불어로 밀사인 김프란치스코 교우가 전하는 조선 가톨릭교회 소식을 동행한 메스트르 신부에게 전하는 장면으로 그려낸다.

#### 프랑스 함대 통역
1842년 2월 프랑스의 프리깃함인 에리곤 호 함장인 장 밥티스트 세실이 조선에 가고 싶다는 말을 하면서 마카오에 있는 파리 외방전교회의 극동 선교부 소속인 리브와 신부에게 통역 한 사람을 비밀리에 요청하였다.충남대학교 국사학과 김수태 교수는 프랑스가 조선과 단독으로 외교관계를 맺음으로써 경제적인 이익을 꾀하려고 세실 함장이 조선을 방문하려고 한 것으로 보았다. 파리 외방전교회 마카오 대표부 리브와 신부는 세실이 이끄는 프랑스 함선이 조선을 방문한다면, 선교사들이 해로를 이용하여 조선에 입국함으로써 선교활동을 하려는 계획에 도움이 될 것이라는 희망을 가졌다. 해로입국은 2대 천주교 조선교구장이었던 앵베르 주교의 생각이기도 했다. 이들은 해로를 개척하면, 천주교가 국가폭력으로 탄압받는 조선에서 선교사들이 목회하다가 순교하더라도 꾸준히 선교활동을 할 수 있을 것이라 생각했다. 신학생이 라틴어로 대답하면, 선교사가 프랑스어로 옮길 수 있도록 김대건 신학생과 메스트르 신부가 에리곤 호에 올랐다. 프랑스 함선을 타고 조선에 돌아가는 여행길에 오른 김대건은 난징조약 체결현장 참관(1842년 8월 29일)등의 경험으로써 견문이 넒어지는 경험을 했다.(페레올 주교) 김대건 신부가 리브와 신부에게 보낸 글을 읽어보면 난징조약 체결현장을 자세히 썼다. 하지만 1842년 9월 세실 함장이 함선 안에 환자가 많고, 자기의 여행 예정 기간이 짧다는 이유로 조선으로 갈 항해를 망설이는 것을 보고는 더이상의 여행을 하지 못했다. 1842년 2월 16일 이후, 프랑스 해군의 도움을 받아 조선에 돌아가려고 했던 김대건 신부의 경로는 필리핀 마닐라(小西洋)→중국 주산이다.(파리외방전교회 리브와 신부에게 보낸 글)

#### 조선입국로 개척
서종태(전주대학교 역사문화콘텐츠학과)교수는 〈김대건 신부와 그의 기록〉(《기록인》 2014년 가을호, 국가기록원 소식지)에서 김대건 신부가 길을 만드는 개척자였다고 기록했다.
| “ | 1844년 조선 입국을 위해 애쓰던 페레올(Ferréol, 高) 주교는 용기와 열정이 남다른 김대건에게 훈춘(琿春)에서 두만강을 건너 경원으로 입국하는 동북방 입국로의 이용 가능성을 알아보도록 지시했다. 김대건은 1844년 2월에 출발하여 임무를 성공적으로 완수하고 4월에 돌아왔다. | ” |

## 사목과 순교

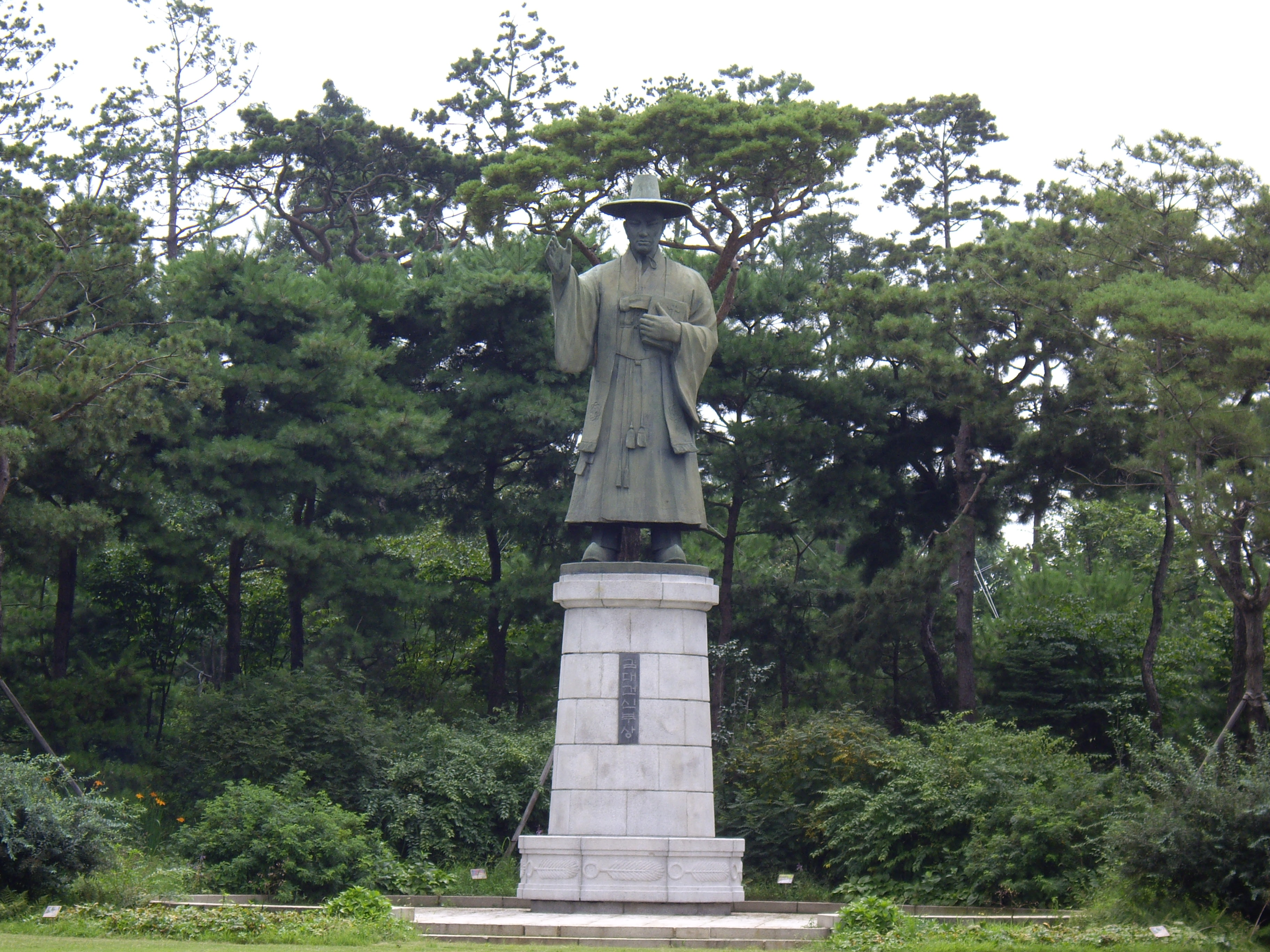
절두산 천주교 성지에 있는 성 김대건 안드레아 신부의 동상

### 성직자가 되다

#### 가톨릭 부제서품
김대건은 1844년 12월 가톨릭 부제서품을 받았다.

#### 상해로 가다
부제 때 조선에 잠시 들어온 김대건 부제는 당시 돈 146원 선박을 구입하여 ‘라파엘호’라 명명하고 1845년 4월 30일 천주교 신자 12명과 함께 제물포항(현 인천항)을 떠나 상하이로 갔다. 고틀랑 신부가 쓴 편지에 따르면, 나침반을 보고 항해한 작은배 라파엘 호는 서해에서 배가 가라앉을 뻔 했지만, 김대건 부제는 성직자로서 평신도들에게 성모 마리아의 상본을 보여주며 위로하고 격려했다. 중국 선장의 도움을 받아 상하이에 온 김대건은 영국 영사의 환대를 받았다.

#### 예수회 고틀랑 신부의 환대
연락을 받고 온 예수회(예수회에서 천주교 상하이 교구를 책임졌음)고틀랑 신부는 김대건 부제의 부탁으로 미사를 집전하기 전에, 밤이 늦도록 정성껏 천주교 신자들의 고해를 들었고, 천주교 신자들도 마음을 다해 하느님께서 용서의 은혜를 베푸시는 성사인 고해성사에 참여하였다. 김대건 부제는 한국말을 모르는 고틀랑 신부를 배려하여 통역을 했는데, 고틀랑 신부는 "신학을 마카오에서 공부했고, 조선에서 온 천주교 신자들의 마음을 헤아리는" 김대건 부제의 속깊음을 칭찬했다. 1845년 8월 17일 상하이의 진쟈샹(金家港,금가항)성당(2001년 상하이 시에서 지방법원 부속건물을 짓기 위해 철거,한국 천주교회에서 은이성지에 진쟈상 성당을 복원했음. 가톨릭 신문에 의하면, 철거된 진쟈상 성당도 본래 성당이 있던 곳에서 10킬로미터 떨어진 곳에 다시 건축하였고, 김대건 신부를 기억하기 위해 라파엘 호를 상징하는 모습으로 경당을 지었음.)에서 세번째 천주교 조선교구장 인 장조제프 페레올 주교의 서품성사 집전으로 가톨릭 사제 서품을 받았다. 당시 같이 따라간 조선의 천주교 신자 12분, 선교사, 중국 천주교 신부 1분등이 서품을 축하했다. 특히 조선의 천주교 신자들은 "하느님이 교회를 사랑하셔셔 조선 처음의 천주교 사제가 서품받았다"라면서 덩실덩실 춤을 추었다고 한다. 일주일 후인 8월 24일 상하이 진쟈상 성당에서 30킬로미터가 떨어진 상하이 횡당성당(상하이 예수회 소신학교 성당)에서 첫 천주교 미사를 드렸다. 상하이 예수회 고틀랑 신부가 예수회 장상에게 보낸 1845년 7월 8일자 서한(9월 12일 추신을 적어 발송)에는 "… 그(김대건 신부)는 그의 첫 미사를 8월 24일 주일, 다블뤼 신부의 복사를 받으며 완담(즉 횡당) 신학교에서 드렸습니다"라고 기록돼 있다.(가톨릭신문, 2015년 8월 23일, 박지순 기자)1845년 8월 31일 조선 입국을 위해 김대건 신부는 페레올 주교와 다블뤼(Daveluy) 신부를 모시고 함께 갔던 천주교 신자들과 함께 라파엘호를 타고 상하이 항을 떠났다. 출항한 지 3일 만에 서해 바다에서 풍랑을 만나 표류하다가 9월 28일 제주도 용수리 포구(현재 제주도 한경면 용수리)에 표착하게 되었다. 여기서 2∼3일 정도 배를 수리하고 음식 등을 준비하여 10월 1일 포구를 떠난 김대건 신부 일행은 10월 12일 금강 하류의 나바위에 무사히 도착했다. 즉, 김대건은 1845년 10월 조선에 도착하였다. 12월까지 한양과 경기도 일대에서 기해박해 당시 교회 지도자들인 선교사들의 순교로 교회가 무력화된 어려운 상황속에서도 사목을 했으며, 남편과 사별한 후 박해를 피해 전전하던 어머니를 위로했다.

### 순교
임금이 희정당(熙政堂) 에 나아가 대신과 비국(비변사) 당상관을 인견하였다. 사학 죄인(邪學罪人) 김대건(金大建)을 효수(梟首)하라고 명하였다. 김대건은 용인(龍仁)사람으로서 나이 15세에 달아나 광동(廣東) 에 들어가서 양교(洋敎)를 배우고, 계묘년(1843년, 헌종 9년)에 현석문(玄錫文)등과 결탁하여 몰래 돌아와 도하(都下)에서 교주(敎主)가 되었다. 이 해 봄에 해서(海西)에 가서 고기잡이하는 당선(唐船)을 만나 광동에 있는 양한(洋漢)에게 글을 부치려 하다가 그 지방 사람에게 잡혔는데, 처음에는 중국 사람이라 하였으나 마침내 그 본말(本末)을 사실대로 고하였다. 포청(捕廳)에서 한 달에 걸쳐 힐문하였는데, 그 말하는 것이 교활하여 양박(洋舶)의 강한 것을 믿고 협박하여 말하기를, '우리나라에서 마침내 그 교(敎)를 금할 수 없을 것이다. 은전(銀錢)을 흩어서 경외(京外)에서 흔하게 쓰는 재화는 다 양한이 책중에서 실어 보낸 것이다.'하였다. 또 스스로 말하기를, '양외의 제번의 말에 능통하므로, 천주교 신부로서 각국을 위하여 통사 한다.'하였다. 이 때에 이르러 현석문과 아울러 같이 주벌 하였는데, 현석문은 신유년(1801년, 순조 원년)의 사도 로 처형된 현계흠의 아들이다. 
교세 확장 보다도 더 시급한 것이 외국 선교사의 입국과 주청(駐淸) 선교부와의 통신연락에 필요한 항로 개척이었다.
김대건은 1845년 10월에 조선에 들어온 천주교 조선교구장 페레올 주교의 지시로 선교사들이 들어올 수 있는 항로를 알아보았다. 경기도 연평도 앞바다에 그러한 항로가 있음을 알아냈으나, 1846년 6월 5일에 천주교 선교사의 입국 항로를 그린 지도를 중국으로 가는 중국 어선에 넘겨주려다가 연평도 부근에서 순찰하던 관원에게 체포되어 모진 고문을 받았다. 중국어선을 관(官)에서 징발하는 것에 항의하다가 신분이 드러났다고 한다.
학식이 출중하여 옥중에서 몇몇 대신의 부탁으로 세계 지리에 관한 책을 만들었고, 영국에서 만든 세계 지도를 라틴어 실력을 발휘하여 우리말로 옮김과 함께 색칠하기도 했다. 김대건이 옮긴 지도는 헌종에게 바쳐졌다. 일부 대신들은 김대건의 박학다식함을 아깝게 생각하여 구명운동을 벌였으나, 김대건이 신학공부와 사목을 위해 외국인들과 접촉한 사실로 처벌해야 한다는 영의정 권돈인의 주장에 따라 그해 9월 15일 조선에서 금하던 천주교를 믿는다는 죄로 참수형을 선고받았고, 이튿날 새남터에서 천주교 사제로 참수되어 순교의 길을 걸었다. 양심수의 시체는 3일이내 가족이 찾아갈 수 있는데, 김대건의 시체는 새남터 모래밭에 가매장되었다. 이민식이라는 천주교 신자가 김대건 신부의 시신을 수습하여 경기도 안성에서 장례를 치렀다. 프랑스 해군의 장 밥티스트 세실 제독은 김대건을 구하기 위해 조선으로 항해해 왔으나, 김대건이 순교하기 전까지 조선에 도착하지 못하였다.
당시 그의 유언은 "주교님, 어머니를 부탁드립니다."였다. 당시 천주교 조선교구장 페레올 주교에게 어머니의 안위를 부탁한 것이었다. 또한 순교하기 전 하느님을 경외하고 죄를 짓지말라는 내용의 편지를 써서 박해받는 신자들을 격려하였다.
| “ | 나는 이제 마지막 시간을 맞았으니 여러분은 내 말을 똑똑히 들으십시오. 내가 외국인들과 교섭한 것은 내 종교와 내 하느님을 위해서였습니다. 나는 천주를 위해 죽는 것입니다. 영원한 생명이 내게 시작되려고 합니다. 여러분이 죽은 뒤에 행복하기를 원하면 천주교를 믿으십시오. 천주께서는 당신을 무시한 자들에게는 영원한 벌을 주시는 까닭입니다. | ” |
|   | — 김대건, 순교 직전에 남긴 유언 |   |

### 장례
신봉승 사극작가에 따르면 김대건은 1846년 9월 16일 새남터(현재 서울 노량진)에서 12명의 사형집행인에 의해 참수되었으며, 목이 군문에 걸려 효수되었다. 본래 양심수의 시체는 3일이내 가족이 찾아가도록 되어 있지만 김대건의 시체는 가매장되었다. 비밀리에 천주교 신자인 이민식이 김대건의 시신을 미리내 성지(경기도 안성)로 옮겼다. 1960년 7월 5일 김대건의 시신은 혜화동의 가톨릭대학교안의 성당에 이장되었다.
성 김대건 신부의 유해 일부가 아프리카 대륙에 위치한 부르키나파소 쿠펠라대교구의 '성요셉성당' 제대에 안치될 예정이다. 필리핀 교황대사관 1등 참사관 까보레 몬시뇰은 과거 주한 교황대사관에서 근무할 때 한국교회의 순교 역사와 순교 성인 공경에 감명을 받고, ‘성 김대건 안드레아 탄생 200돌 희년’을 맞아 유해를 부르키나파소의 성당에 봉안하고 싶다고 염 추기경에게 요청했다.

### 시성
1857년 교황 비오 9세가 김대건을 가경자로 선포하였으며, 1925년 7월 5일 교황 비오 11세는 그를 복자로 선포하였고, 1984년 5월 6일 교황 요한 바오로 2세는 성인으로 시성하였다. 현재 한국 천주교회의 성직자들의 수호성인으로 모셔지고 있다.

### 영성
김대건은 하느님을 가리켜 임자라고 불렀다. 하느님은 세상을 만든 임자이기 때문에 그분을 알아보지 못하면 이 세상에 난 보람이 없고, 그분을 배반하면 차라리 이 세상에 아니 난 것만 못하다는 것이 김대건의 영성이었다.

### 열정
김대건은 몸이 약한 사람이었다. 마카오 신학교에 다니던 때에 선생들이 "김대건 신학생이 천주교 사제가 될 수 있을까?"라고 걱정했고, 세실 제독의 제안과 "건강이 나쁜 김대건 신학생이 프랑스 해군에서 생활하면 건강해질 것"이라고 기대한 페레올 주교의 생각으로 프랑스어통역을 할 때에는 독감에 걸렸다. 그런데도 성직자로 살아내었음은 김대건이 열정이 많은 사람이었음을 짐작하게 한다. 몸이 약하다는 단점을 열정으로 이겨낸 성직자들로는 성 바울과 존 웨슬리가 있다.

## 가족 관계
2000년 김해 김씨 안경공파에서 천주교 성인공파(天主敎 聖人公派)로 분파하였다. 천주교 순교자 김진후(金震厚, 보명: 운조(運祚))를 중시조로 삼고 있다.
- 증조부 : 복자 김진후 비오(金震厚, 1735년 ~ 1814년)
- 증조모 : 숙부인 기계 유씨(杞溪兪氏, 1743년 ~ 1817년)
  - 종조부 : 김종현(金淙鉉, 1764년 ~ 1806년)
  - 종조모 : 진주 강씨(晋州 姜氏, 1761년 ~ 1814년, 김대건의 큰할머니)
    - 당숙부 : 김제광(金濟廣, 1780년 ~ 1803년)
    - 당숙부 : 김제맹(金濟孟, 1789년 ~ 1877년)

  - 조부 : 김택현(金澤鉉, 1766년 ~ 1830년 4월 9일)
  - 조모 : 이 멜라니아(경주 이씨, 1766년 ~ 1821년 9월 9일)
    - 백부 : 김제봉(金濟鳳, 1790년 ~ 1821년 9월 9일)
    - 백모 : 청송 심씨(靑松 沈氏, 1797년 ~ 1825년
      - 종제 : 김근식 베드로(金謹植, 1827년 ~ 1869년)

    - 아버지 : 성 김제준 이냐시오(金濟俊, 1795년 ~ 1839년)
    - 어머니 : 고 우르술라(장흥 고씨, 1798년 ~ 1864년)
      - 동생 : 김난식 프란치스코(金蘭植, 1827년 ~ 1853년)

    - 숙부 : 김제철(金濟哲 1803년 ~ 1855년 4월 14일)
    - 숙모 : 숙부인 목천 마씨(木川 馬氏, 1798년 ~ 1852년 12월 9일)
      - 종제 : 김의식(金儀植, 1823년 ~ 1874년
      - 종제 : 김진식 베드로(金眞植, 1827년 ~ 1869년)
      - 종제 : 김족식 프란치스코(金族植, 1833년 ~ 1868년)

  - 종조부 : 복자 김한현 안드레아(金漢鉉, 1768년 ~ 1816년)
    - 당숙부 : 김제덕(金濟德, 1794년 ~ 1845년)
    - 당고모 : 성 김제신 데레사(金濟信, 1796년 ∼ 1840년)
    - 당고모부 : 손연욱 요셉(孫連旭, 1793년 ~ 1817년)

  - 종조부 : 김희현(金僖鉉, 1785년 ~ 1827년)
  - 종조모 : 능성 구씨(綾城具氏, 1788년 ~ 1842년)
    - 당숙부 : 김제항 루드비코(金濟恒, 1814년 ∼ 1866년)

## 그 외
- 가톨릭평화방송에서는 김대건의 생애를 다룬 드라마를 제작하였는데, 심문하는 관리가 김대건에게 "천주님이 계시다면 왜 너를 돕지 않으시냐"라고 물으며 마음을 흔드는 내용을 삽입하는 등, 기독교 신앙이 박해받는 현실 사이에서 고뇌하는 인간적인 면을 부각하였다.
- 계몽사 위인전기 전집에 김대건 전기가 있다. 이우범 화백이 그림을 맡았으며, 구중서 선생이 글을 썼다. 김대건의 경건한 신심과 자비를 담았다. 편집자는 김대건이 천주교 사제가 된 상하이 금가항 성당 사진도 실었다.
- 만약 가톨릭 입교자가 김대건을 세례명으로 쓸 경우, 이름과 세례명을 합친 대건 안드레아가 신자의 세례명이 된다.
- 1972년 5월 12일 동상 제막식이 열렸는데 최성모 신동아그룹 창업주가 자금 전액을[39] 헌납하기도 했다.
- 2023년 9월 16일 오후 4시 30분 바티칸 시국 성 베드로 대성전 외벽에 김대건 안드레아 신부의 성상이 세워졌다.[40]

## 세계기념인물(UNESCO)
김대건 신부가 '2021년 유네스코 세계기념인물'로 선정됐다. 2019년 11월 14일, 유네스코는 프랑스 파리 유네스코 본부에서 제40차 총회를 열고 김대건 신부를 '2021년 세계기념인물'로 확정했다. 2021년은 김대건 신부 탄생 200주년이 되는 해다. 유네스코는 김대건 신부의 삶과 업적이 유네스코가 추구하는 이념과 부합한다는 점을 들어 세계기념인물로 선정했다. 충남 당진시는 2019년 6월에 프랑스, 베트남, 필리핀 등 3개국으로부터 지지 선언을 확보한 뒤 유네스코에 세계기념인물 지정 신청서를 제출했다. 이에 따라 유네스코 집행이사회는 2019년 10월 17일 제207차 회의에서 김대건 신부 탄생 200주년을 맞아 김대건 신부를 유네스코 세계기념인물로 선정할 것을 권고했다. 유네스코는 2004년부터 유네스코가 추구하는 이념과 가치가 일치하는 역사적 사건과 인물, 명사의 기념일을 유네스코 연관 기념행사로 선정해 중요성을 부여하고 있다. 우리나라에서는 2012년 다산 정약용 탄생 250주년과 2013년 동의보감 발간 400주년이 유네스코 기념의 해로 선정된 바 있다.

## 같이 보기
- 김대건(안드레아)신부 순교비 - 익산시 향토유적 제16호
- 한국의 로마 가톨릭 성인